# 川渡餅
川渡餅（かわたりもち）とは、新潟県上越地方や長崎県などで12月1日（または旧暦12月1日）前後に行事食として食べられる餅。

## 伝承
日本には古来より12月1日を特別な日として祝う風習がある。東日本では水神の縁日である「川浸りの朔日（かわびたりのついたち）」と呼び、西日本では1年の最後の1日を「乙子の朔日（をとごのついたち）」と呼び、いずれも餅をついて祝う。

### 上越地方の川渡餅
新潟県上越市を中心とする上越地方で縁起物として食べられる。
つきたての餅を甘い小豆餡で包む、いわゆる「あんころ餅」だが、大きさはやや小ぶりである。漉し餡と粒餡の2種類がある。包装に特徴があり、餅を一つひとつ紙またはアルミホイルのカップ容器に入れ、一般的な餅菓子のように餅同士がくっついてしまうようには並べない。
上越地方には、川渡餅を11月30日夜半から12月1日明け方にかけて食べると厄除けができるとする伝承があり、川渡餅が販売されるのもこの両日に限られる。また、昭和40年頃までは川渡餅を売るのは子供の役目とされ、「かわたりもちやーい、もちやーい」と独特な節回しで歌いながら民家の軒先を売り歩く姿が季節の風情として親しまれた。
上越地方の伝承では永禄4年(1561年)の川中島の戦いの際、上杉謙信が開戦に先立って士卒に餅を振る舞い士気を鼓舞した故事にちなんでいるとされる。子供が売り役とされたのも、この謙信の振る舞いにあやかり子供の心身の堅固を願う意味があった。

### 長崎県の川渡餅
長崎県にも同じく川渡餅と呼ぶ行事食があり、旧暦12月1日に神仏に供えると水難を避けるという伝承がある。

### 茨城県のかあぱれ餅
茨城県には12月1日の朝についた餅を川に流し河童に供養する事で子供の水難避けを願う「かあぱれ餅」と呼ぶ風習が残っている。